# 麻扎达拉沟
麻扎达拉沟，位于中华人民共和国新疆维吾尔自治区喀什地区叶城县西南部地区的一条河流，是叶尔羌河上游右岸支流。发源于昆仑山脉塔什库祖克山（塔西土鲁克山）东坡末端的苦克浪达坂（库库郎达坂），干流大体由西北向东南流，穿行于高山峡谷中。河流全长34千米，流域面积687平方千米，年均径流量约1.5亿立方米。沟口是前往乔戈里峰等喀喇昆仑山脉高山区旅行探险的必经之地。